# Voisenon
Voisenon ist eine französische Gemeinde mit 1169 Einwohnern (Stand 1. Januar 2022) im Département Seine-et-Marne in der Region Île-de-France.

## Geographie
Der Ort befindet sich 39 Kilometer südöstlich von Paris an der Landstraße D35 und gehört zum Gemeindeverband Communauté d’agglomération Melun Val de Seine.

## Sehenswürdigkeiten
- Château de Voisenon, erbaut im 17. Jahrhundert
- Château du Jard, erbaut im 18. Jahrhundert

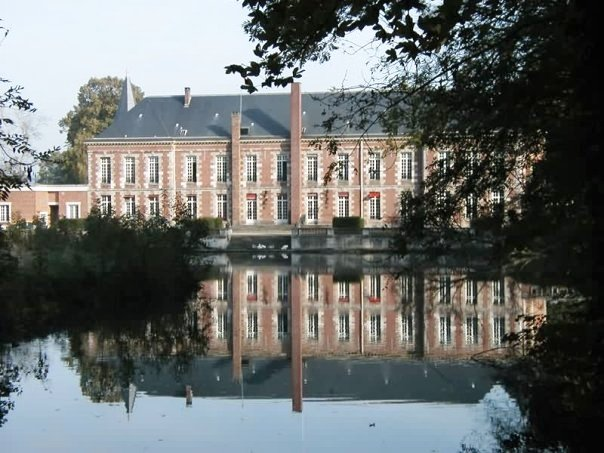
Château du Jard

## Persönlichkeiten
- Claude-Henri de Fusée de Voisenon (1708–1775), Abbé und Homme de lettres
- Anna Gavalda (* 1970), Schriftstellerin